# Battaglia di Torgio

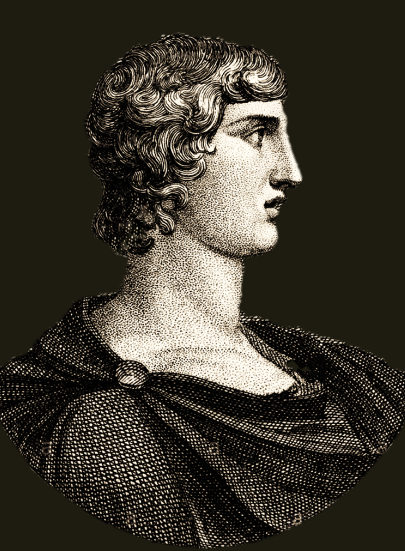
Una raffigurazione di Agatocle risalente al XIX sec.

La battaglia di Torgio fu uno scontro avvenuto nel 305-304 a.C. tra le forze del dinasta di Siracusa Agatocle e le forze degli esuli oligarchici siracusani capitanati da Dinocrate.

## Antefatti
Agatocle ritornato dalla guerra d'Africa, si ritrovò accerchiato da due potenti nemici: da un lato i Cartaginesi che ancora cingevano d'assedio Siracusa e dall'altro il numeroso esercito degli oligarchici che andava sempre più conquistando le città siciliane che un tempo appartenevano al governo egemonico agatocleo.
Quando il generale di Agatocle, Pasifilo, tradì il proprio comandante consegnandosi con tutte le città della Sicilia orientale, eccetto Siracusa, agli uomini di Dinocrate, il dinasta decise di arrendersi. In un primo momento Agatocle cercò il dialogo con Dinocrate, promettendogli che avrebbe deposto la sua autorità in Siracusa e quindi nella Sicilia tutta a patto che gli venissero lasciate le sole due fortezze che gli erano rimaste fedeli: Terme e Cefalù. Dinocrate però prese tempo e non volle infine accettare la proposta di pace elargita da Agatocle; egli voleva piuttosto che il dinasta lasciasse definitivamente la Sicilia o che venissero consegnati agli oligarchici i figli di Agatocle, come ostaggi. 
L'esercito degli esuli criticò aspramente l'indecisione sul da farsi di Dinocrate; secondo loro il Siracusano doveva accettare immediatamente la resa di Agatocle, senza imporre ulteriori condizioni che avrebbero fatto allontanare da loro il dinasta. E infatti Agatocle si adirò moltissimo con Dinocrate e accusandolo di non volere realmente l'indipendenza del suo popolo (anche Diodoro, fonte principale degli eventi, accusa Dinocrate di volere il potere assoluto tutto per sé) si vide costretto a scendere a patti con i Cartaginesi, i quali chiesero la restituzione delle città siciliane puniche e filo-puniche ma in cambio lo riempirono d'argento e di grano, ponendolo di fatto nelle condizioni di riarmarsi.
Fatta la pace con i Cartaginesi, Agatocle adesso poteva concentrarsi sul solo nemico rimasto: gli oligarchici di Dinocrate.

## La battaglia
Agatocle era fermamente convinto che per estirpare una volta per tutte la minaccia al suo dominio rappresentata dagli oligarchici, bisognava affrontarli in una battaglia diretta; in modo da rendere pubblica la loro eventuale sconfitta e mettere così la parola fine all'ormai quasi ventennale guerra civile siracusana (la cui fase più cruenta risaliva al 316 a.C.).
Agatocle poté mettere sul campo di battaglia 5.000 fanti e 800 cavalieri. Dinocrate e gli esuli disponevano di 25.000 fanti e oltre 3.000 cavalieri; data la superiorità numerica gli oligarchici accettarono molto volentieri di uscire allo scoperto e di andarsi ad affrontare in battaglia.
I due eserciti si accamparono l'uno di fronte all'altro in una località che la narrazione diodorea tramanda con il nome di Torgium o Torgion, tradotto come Torgio, la cui localizzazione rimane tutt'oggi ignota. Lo scontro durò a lungo e le sorti della battaglia erano incerte, poiché la superiorità numerica degli esuli veniva compensata dall'esperienza e dall'abilità dei soldati agatoclei.
Ad un certo punto accadde che 2.000 soldati che stavano combattendo per Dinocrate, passarono dalla parte di Agatocle; tale mossa incoraggiò i soldati agatoclei e lasciò sgomenti gli esuli che sovrastimarono il numero reale dei disertori, lasciandosi quindi cogliere dal sentimento di smarrimento e sciogliendo così le file, si diedero alla fuga, decretando la sconfitta di Dinocrate e la vittoria di Agatocle.

## Esito finale e conseguenze
I soldati di Dinocrate cercarono rifugio lontano dal campo dove stava avvendendo lo sterminio dei loro compagni, e Agatocle vedendoli fuggire fece giungere loro dei messaggeri, i quali li invitavano a deporre le armi, a mettere fine allo scontro fratricida e a tornare alle rispettive città natali.
Agatocle fece dire loro che ogni ulteriore resistenza contro di lui sarebbe stata del tutto inutile; ne avevano appena avuto la chiara conferma: nonostante fossero stati di gran lunga superiori alle sue forze, avevano ugualmente perso la battaglia. Nella narrazione si menziona un altro luogo tutt'oggi ignoto: Ambica; una fortezza sita su una collina, nella quale si ritirarono sani e salvi i 3.000 cavalieri di Dinocrate.
Anche i fanti degli esuli si trincerarono sopra una collina e molti di loro riuscirono ad allontanarsi dal luogo dello scontro con il sopraggiungere della notte. I fanti riparati sull'altura però a differenza dei cavalieri si accordarono quasi tutti con Agatocle, poiché colti dallo sconforto di non poter vincere quella battaglia, furono sedotti dalle promesse di pace del dinasta e in loro prevalse la voglia di deporre le armi e tornare dai propri affetti. Tuttavia quando si arresero, Agatocle non mantenne fede alla sua promessa di perdono e li fece trucidare tutti: secondo Timeo le vittime di quell'agguato furono 7.000, ma Diodoro tende a diminuire il numero espresso dal Tauromenita e afferma che le vittime furono circa 4.000.
Ciò che lascia interdetto lo stesso Diodoro è il perdono che Agatocle concesse a Dinocrate; graziato ancora una volta dal dinasta. Infatti già una prima volta, a seguito di un'altra grande strage di esuli siracusani, Agatocle non aveva voluto mettere a morte Dinocrate - che conosceva fin dall'infanzia - concedendogli l'esilio. Nemmeno adesso che il Siracusano gli si era presentato come comandante di un intero esercito volto contro il suo dominio, Agatocle aveva desiderato vederlo morto, facendolo piuttosto passare dalla sua parte; Dinocrate infatti da quel momento si riappacificò con Agatocle ed entrò a far parte del suo entourage con ruoli importanti.
Fu Dinocrate stesso che, divenuto nemico degli esuli, fiaccò l'ultima resistenza che vi era contro Agatocle, andando ad uccidere Pasifilo e i suoi uomini che si erano rifugiati a Gela, riportando le ultime città ribelli sotto il controllo del dinasta.